# Прісекань (Ботошань)
Прісекань, Прісекані (рум. Prisăcani) — село у повіті Ботошані в Румунії. Адміністративно підпорядковане місту Флеминзь.
Село розташоване на відстані 353 км на північ від Бухареста, 29 км на південний схід від Ботошань, 65 км на північний захід від Ясс.

## Населення
За даними перепису населення 2002 року у селі проживали 684 особи, усі — румуни. Усі жителі села рідною мовою назвали румунську.